# Pitcairnia fendleri
Espèce
Classification phylogénétique
Pitcairnia fendleri est une espèce de plante de la famille des Bromeliaceae, endémique du Venezuela.

## Distribution
L'espèce est endémique du District capitale de Caracas au Venezuela.